# Кукурјак
Кукурјак или титра (лат. Eranthis hyemalis) је врста која припада фамилији Ranunculaceae. Род Eranthis обухвата 12 врстa, од којих само E. hyemalis расте на територији Европе. Остале врсте расту претежно на теритoрији централне и источне Азије. Име рода потиче од речи пролеће (грч. er) и цвет (грч. anthos).

## Опис
Кукурјак је вишегодишња биљка висока до 15 cm. Стабљика је усправна, гола, зелена до црвеносмеђа. На врху стабљике се налазе 3 листа звездолико издељена и у средини са једним седећим цветом. Приземни листови образују се после цветања, са дугачком дршком, округласто срцолики, претасто дељени на 5 — 7
делова, режњеви линеарни. Листића цветног омотача су дугуљасто јајасти, најчешће целслог обода, ређе усечени, жути. Крунични листића су преображени у пехарасте нектарије са дршком. Прашника је много и краћи су од листића цветног омотача. Тучкова је 4 до 6. Цвета од јануара до марта. Опрашује се ентомофилијом и еутогамијом. Плод је смеђ, попречно ирезбарен мешак. У њему се налазе смеђа, угласта семена. Расејавање је аутохорно и мирмекохорно. Врста се размножава семенима и из бочних пупољака на ризому.

## Распрострањење
Ареал обухвата следеће теритоије: Јужне Алпе (Француска, Италија, Словенија), Апенинско полуострво (изузев Калабрије и Пуље), јужни обод Панонске низије и Балканско полуострво (Хрватска, Босна и Херцеговина, Србија и Бугарска. У Пољској се кукурјак јавља спорадично у западном делу земље. У Србији врста је забележена у околини Бачке Паланке, Зајечара, Нишке Бање и Ваљева.

## Заштита и угроженост врсте у Републици Србији
Врста је Правилником о проглашењу и заштити строго заштићених и заштићених дивљих врста биљака, животиња и гљива, проглашена као строго заштићена на територији Републике Србије. Субпопулациje ове врсте су веома малобројне, понегде и уништене. Бројност субпопулација у Војводини се процењује на нешто преко 1000 јединки, док стање субпопулације у шуми Лошинци и у околини Зајечара није процењено.

## Галерија
- Лист
- Цвет
- Плод са препознатљивим кљуном
- Кртоласти ризом